# Platynus araizi
Platynus araizi är en skalbaggsart som beskrevs av Bolivar Y Pieltain. Platynus araizi ingår i släktet Platynus och familjen jordlöpare. Inga underarter finns listade i Catalogue of Life.